# 菅原智恵子
菅原 智恵子（すがわら ちえこ、1976年8月15日 - ）は、日本の女子フェンシング選手。2004年アテネ、2008年北京、2012年ロンドンオリンピック3大会連続日本代表。宮城クラブ所属。

## 経歴
宮城県気仙沼市生まれ。気仙沼市立条南中学校、鼎が浦高等学校（統合で現 宮城県気仙沼高等学校）、日本体育大学体育学部体育学科卒業。身長163cm。体重56kg。
中学まではソフトボールをしており、フェンシングは高校から始めた。フェンシング部顧問の千田健一教諭は有望な生徒を探していて、地元の中学で体育教師を務める妻が、教え子である菅原の高い身体能力と強い気持ちを併せ持つことに太鼓判を押しており、それを聞いて熱心に勧誘した。それぐらい運動能力の高い選手である。
2004年のアテネオリンピックでは2回戦で敗退した。
2007年のフェンシング世界選手権フルーレ団体では、女王バレンチナ・ベッツァーリを下し、日本初となる銅メダルをもたらした。
2008年の北京オリンピックのフルーレに出場、2回戦では第5シードのカロリン・ゴルビツスキを6-5で破り準々決勝に進出、準々決勝では南賢喜に10-15で敗れたものの7位に入賞した。日本人選手がオリンピックにおいて個人で入賞したのは初めてのことであった。
北京オリンピック後にナショナルチームを離れ、地方公務員として宮城県の高校教諭（体育教員）に復職。気軽に出場した全日本フェンシング選手権大会で2008年から4連覇を果たす。2011年に日本フェンシング協会からコーチとして招かれナショナルチームに復帰、6月には選手として復帰した。
2012年3月のワールドカップブダペスト大会に平田京美、西岡詩穂と共にフルーレ団体で出場、初戦でドイツに敗れた。
2012年6月、ロンドンオリンピック日本代表に選出。ロンドンオリンピックではフェンシング女子フルーレ個人で7位入賞。気仙沼市市民栄誉賞受賞（2012年8月）。

## 主な成績
- 2004年 アテネ五輪 15位
- 2005年 ワールドカップ中国大会 優勝
- 2007年 アジア選手権 3位
- 2008年 アジア選手権大会フルーレ優勝
- 2008年 北京五輪　7位入賞 日本人最高位
- 2012年 ロンドン五輪　7位入賞